# Église Saint-Pierre de Minot
Pour les articles homonymes, voir Église Saint-Pierre.
L'église Saint-Pierre est une église catholique située dans la commune de Minot dans le département de la Côte-d'Or, en France.

## Historique
C’est une ancienne chapelle romane qui sert de chœur à l’église, augmentée au XIIIe siècle d’une nef à six travées avec collatéraux. Remaniée aux XIVe et XVe siècles la nef est voûtée d’ogives ainsi que les collatéraux.
À la fin XVIIIe siècle, un porche en pierre de style toscan remplace un ancien bâtiment où les habitants se réfugiaient en cas de danger. Au XIXe siècle, l’agrandissement des baies impose de lourds contreforts

## Architecture et description
Église de style gothique primitif à trois nefs. La nef centrale comprend six travées et les latérales se terminent chacune sur une chapelle avec retable. Le fond du cœur aveugle est occupé par un remarquable retable du XVIIe.

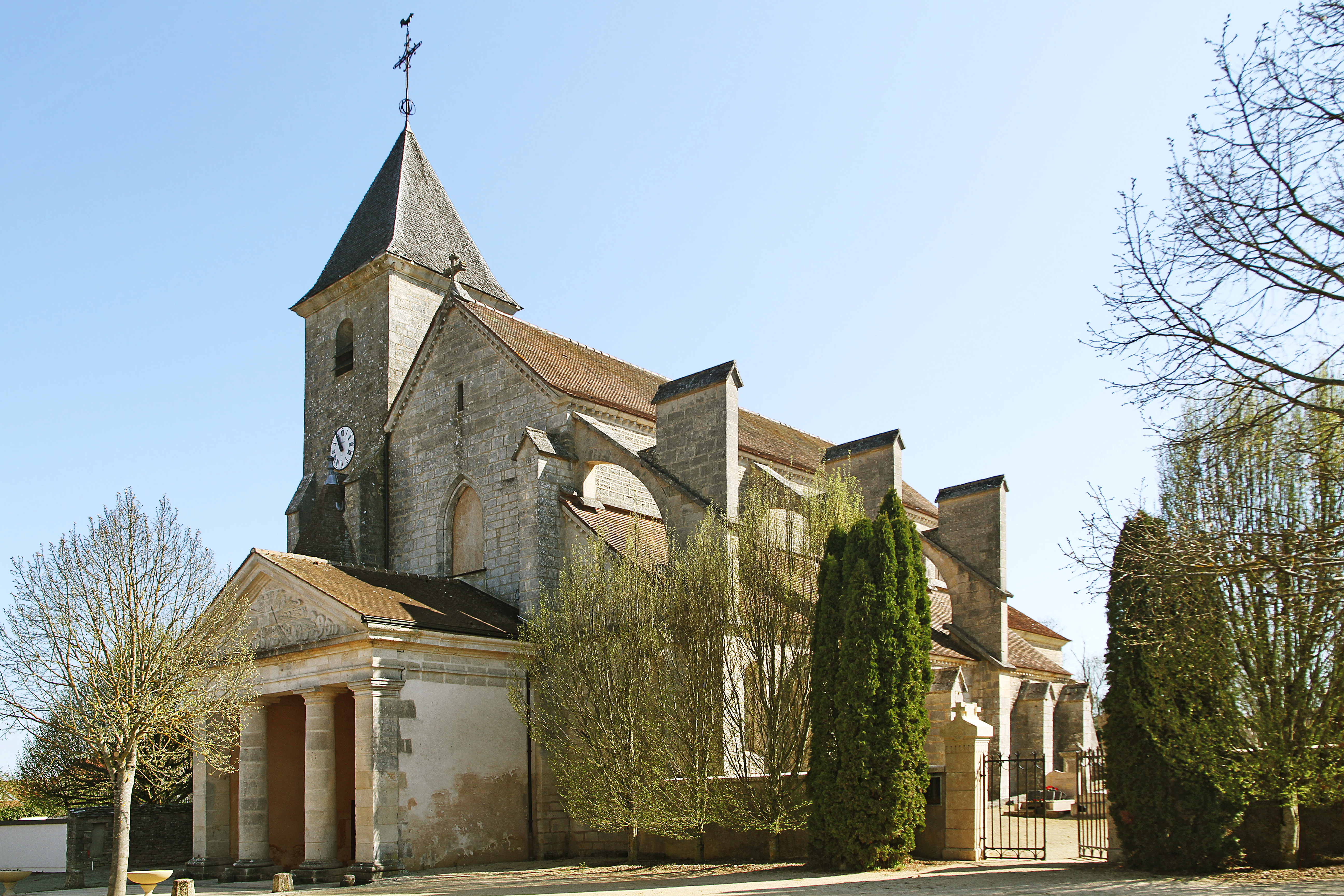
Entrées de l'enclos et de l'église.
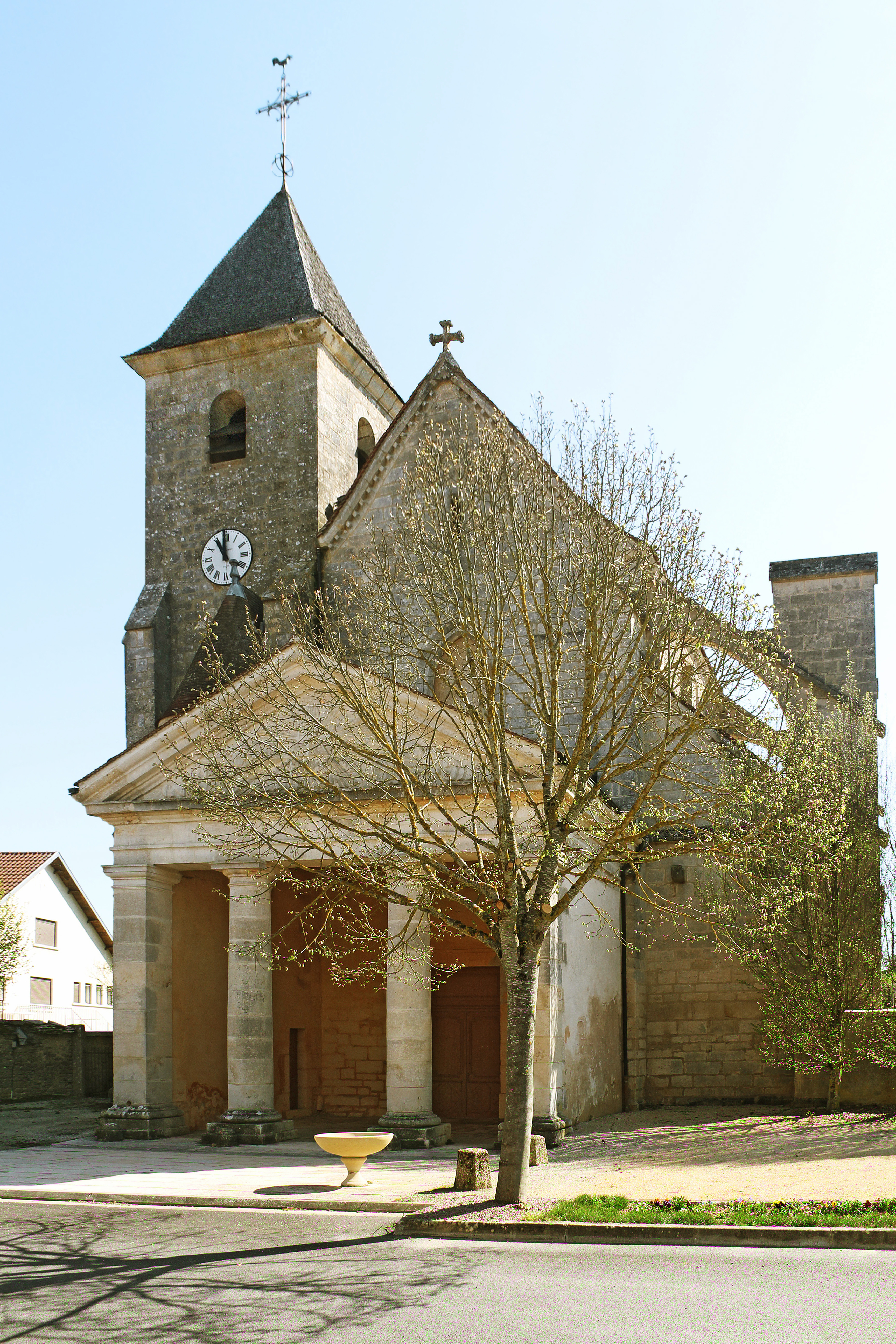
Façade et porche Renaissance.
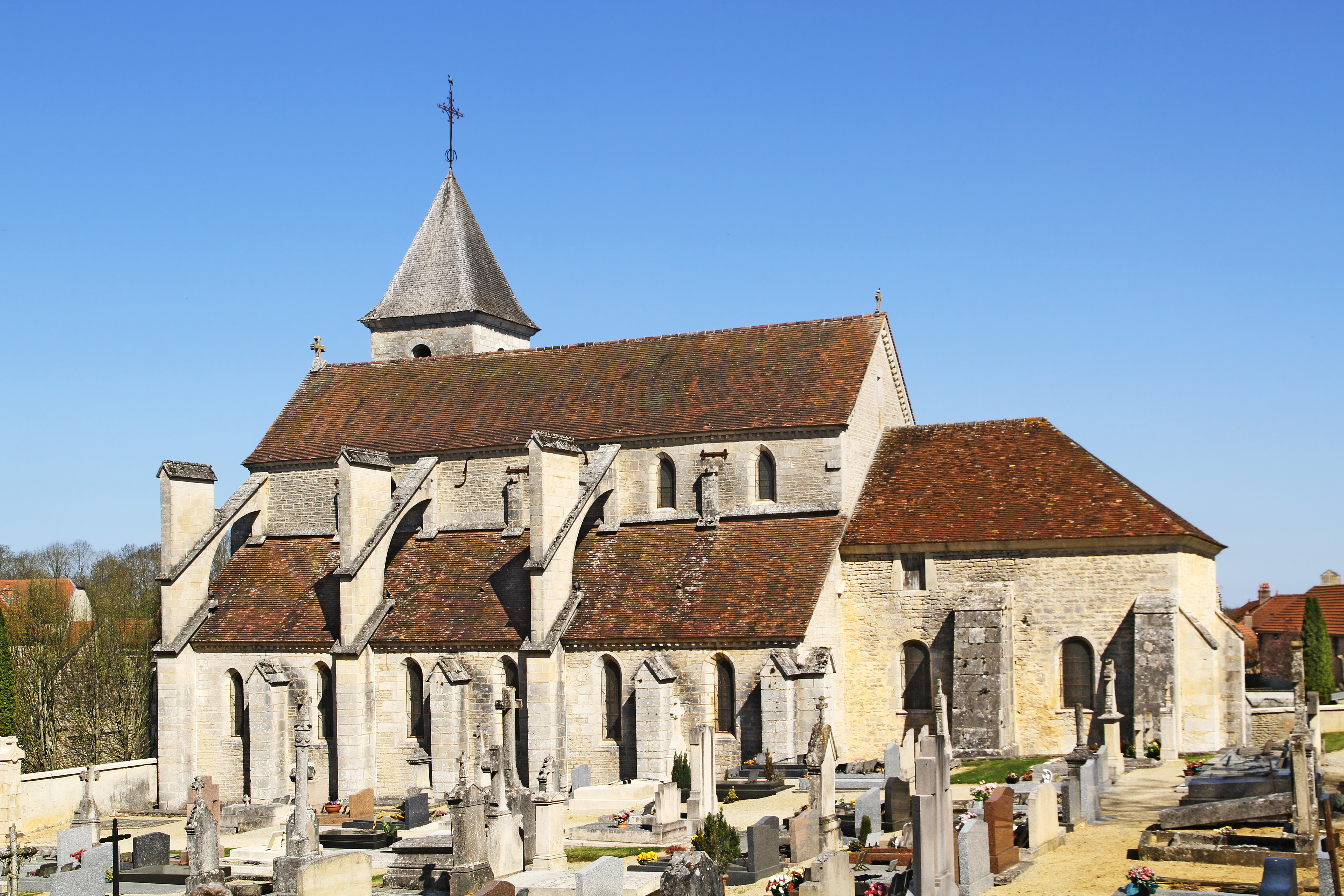
Abside et nef XVe stabilisée par des arcs boutants au XIXe.

## Mobilier
- au fond du chœur un très beau retable, en bois sculpté doré et peint daté de 1692 est  Classé MH (2010)[2] ;

Les autres pièces du mobilier liturgique daté XVIIe siècle/XVIIIe siècle sont inscrites à l'IGPC. On peut noter :
- plus de dix statues et statuettes dont une Vierge à l’Enfant du XIIIe siècle et une Sainte-Anne Renaissance en bois doré ;
- ainsi qu'une piscine d’ablution murale à colonnettes[3].

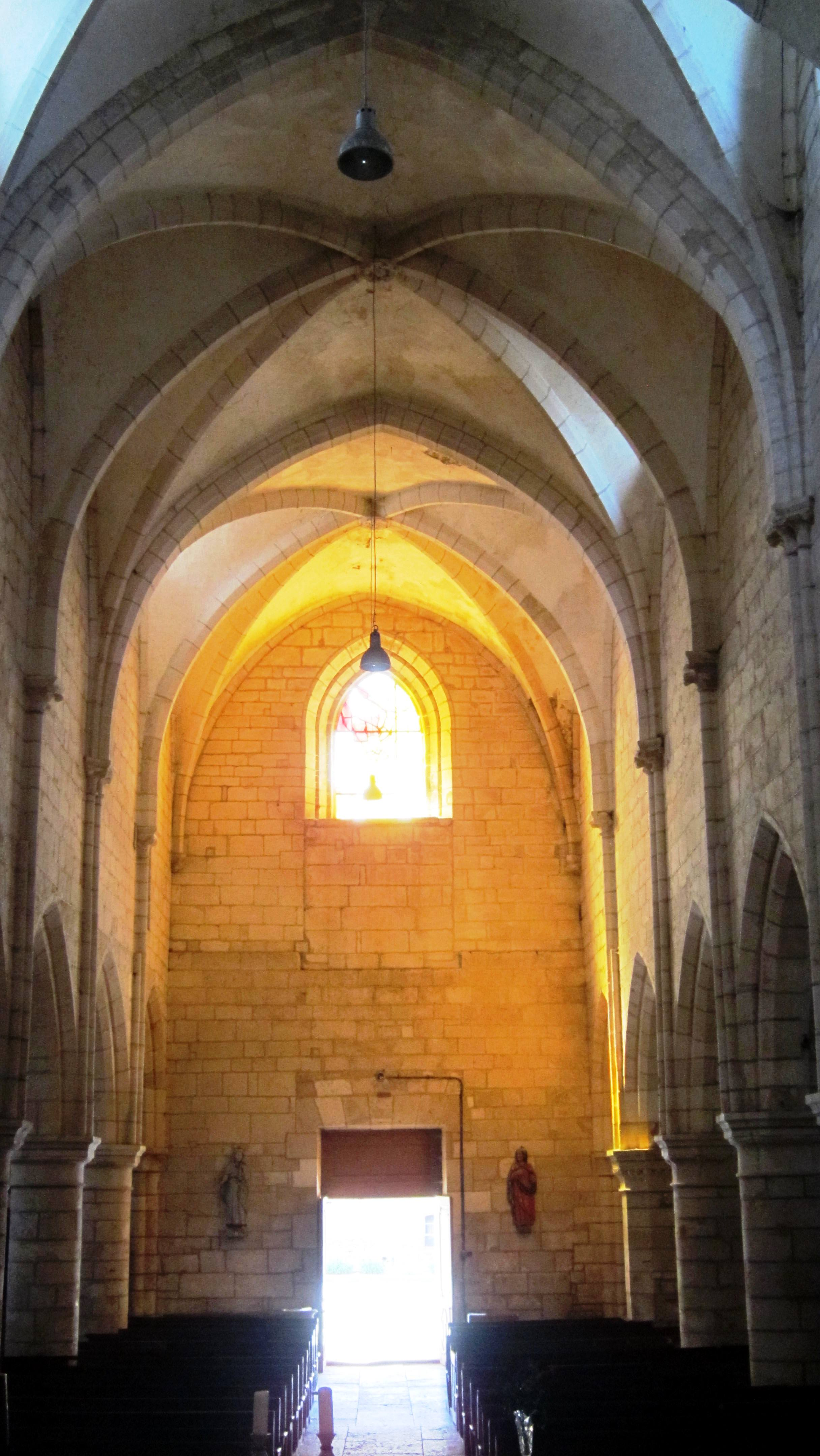
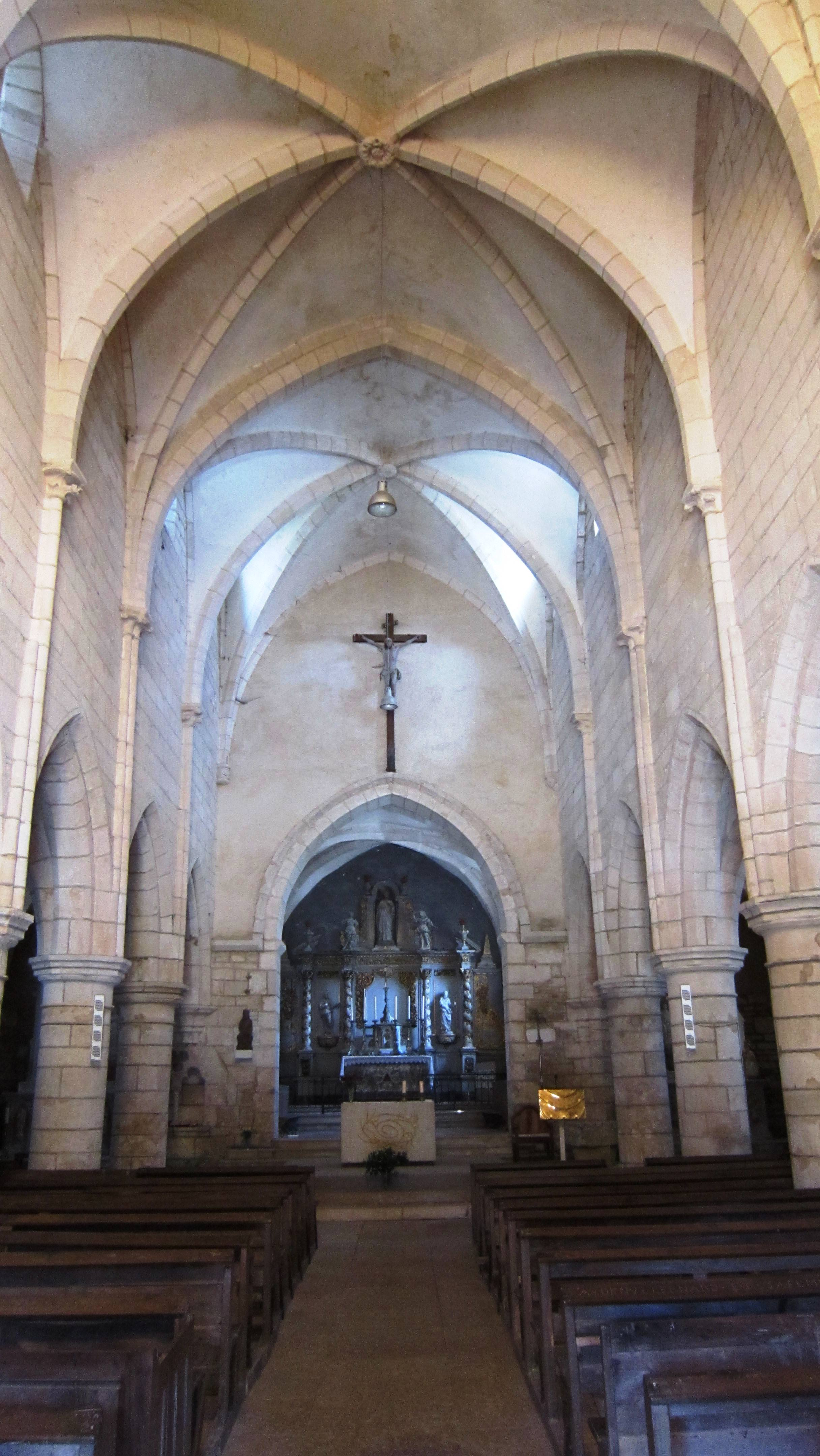
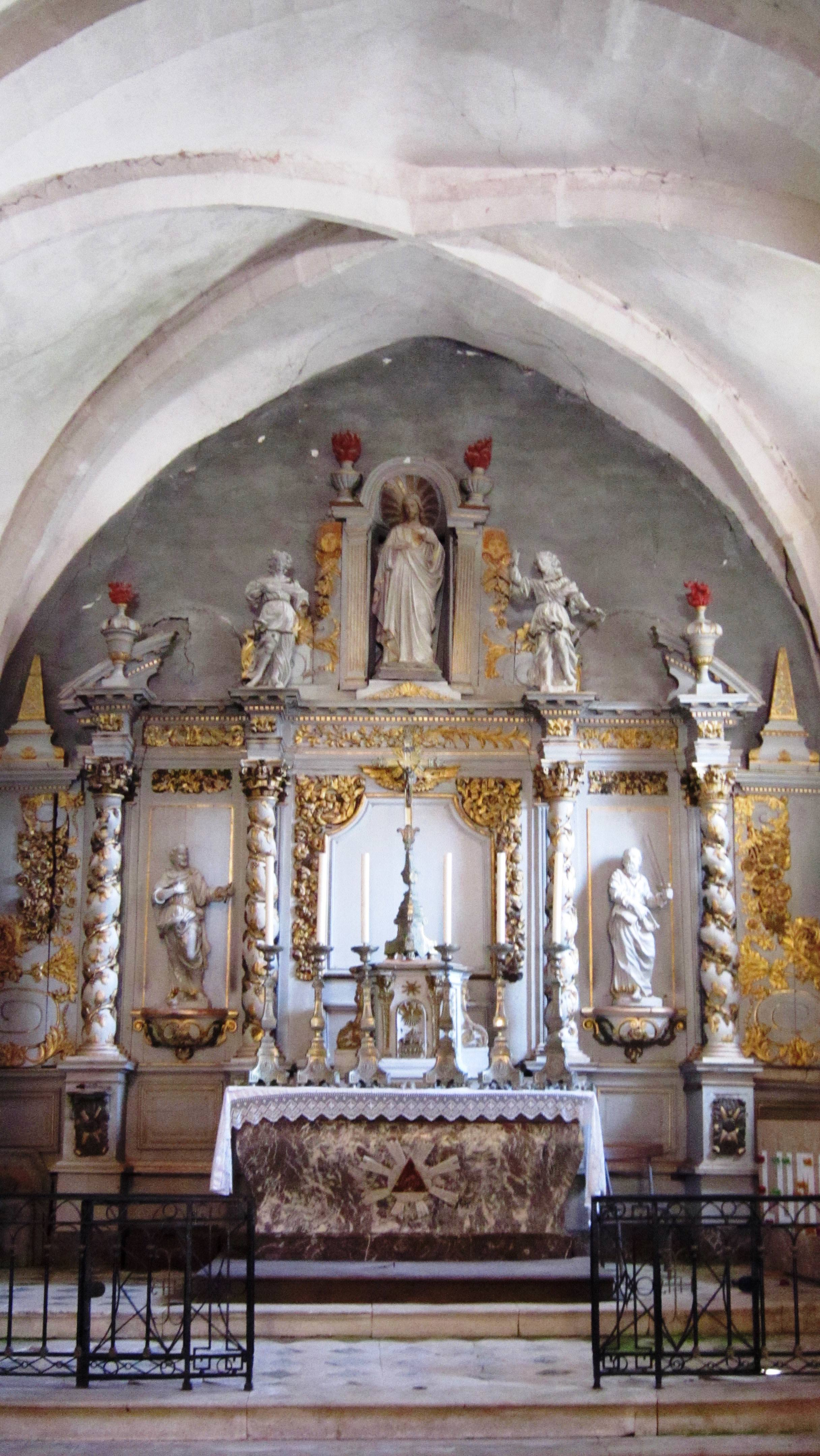
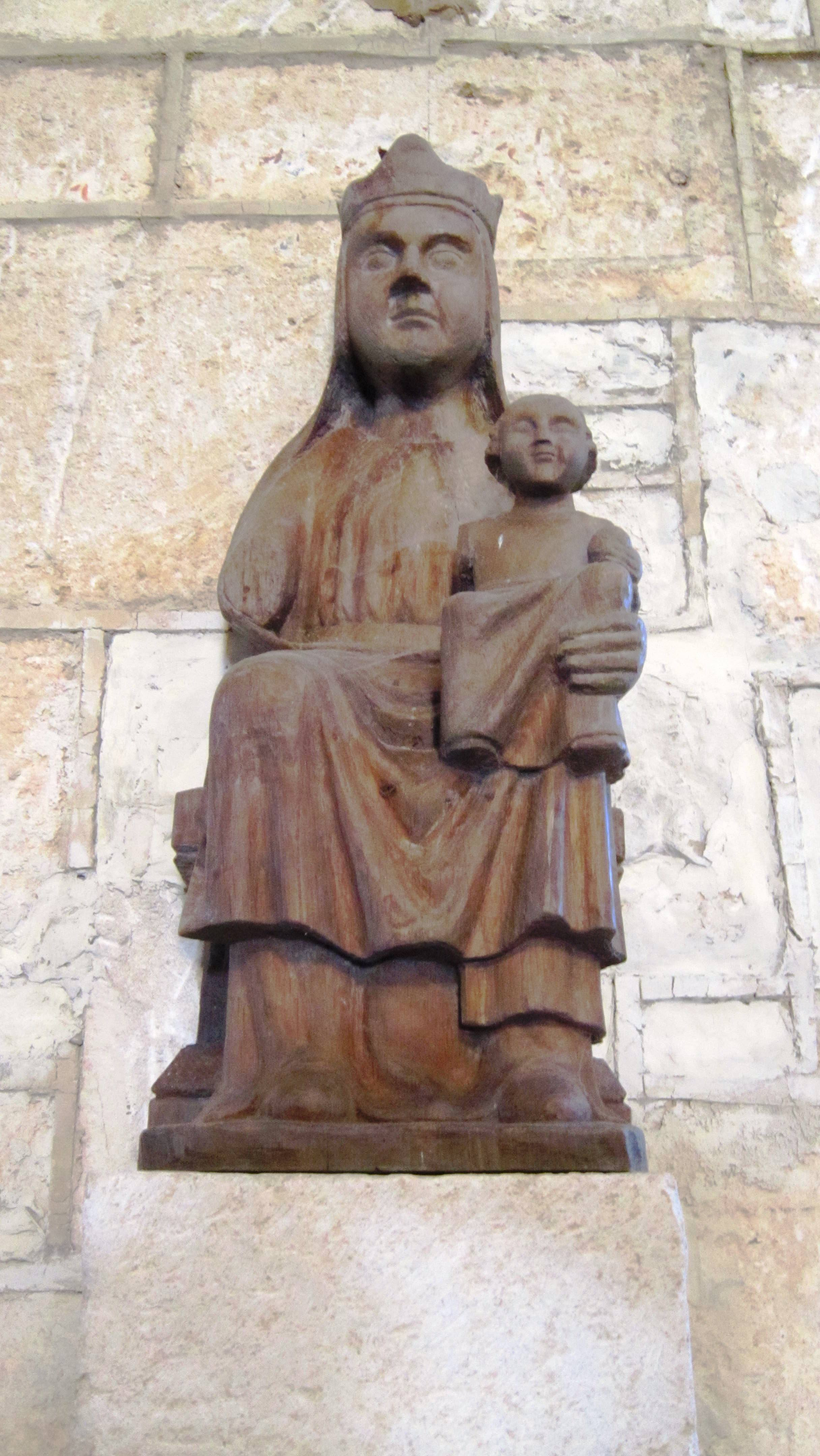
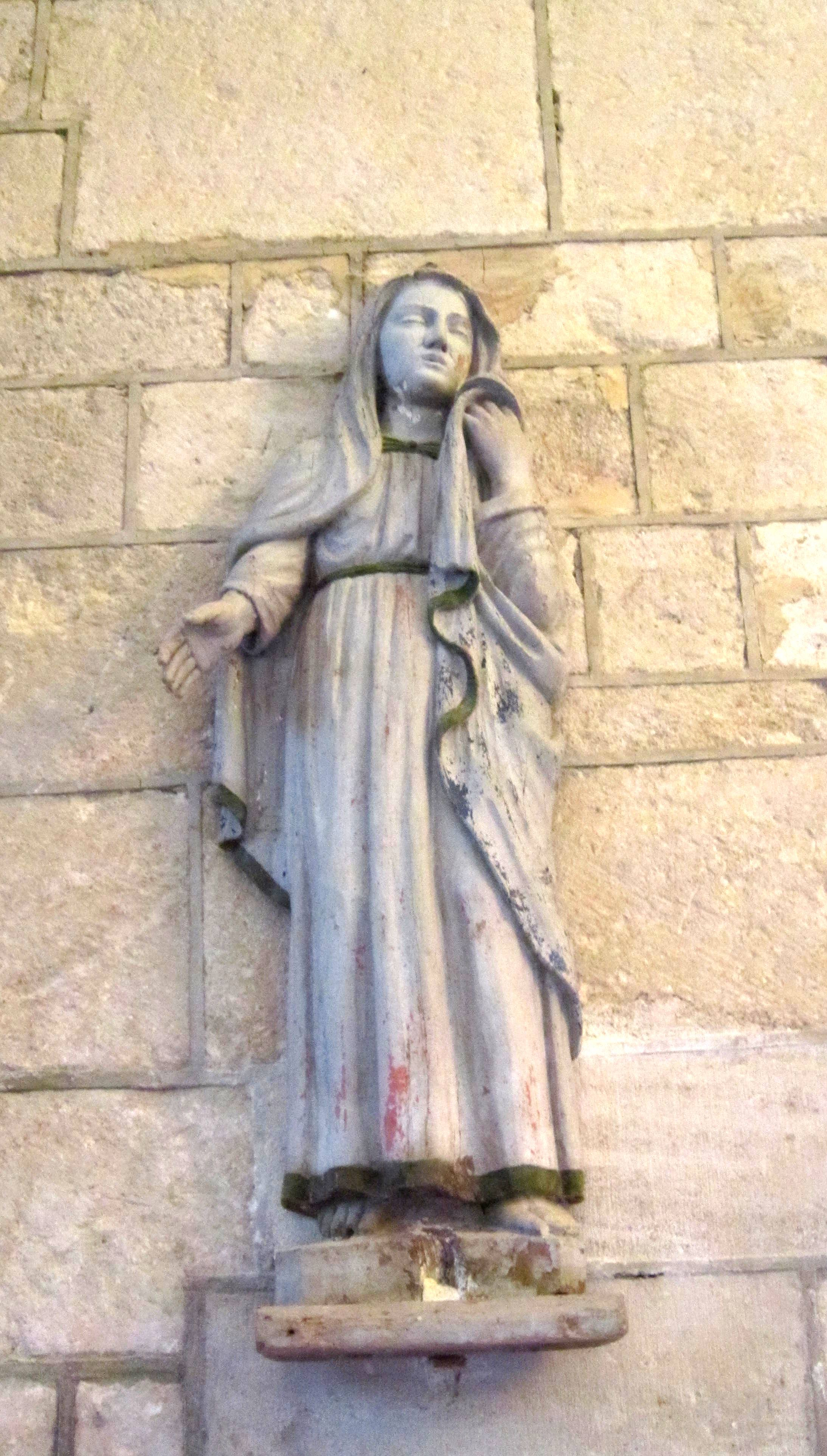
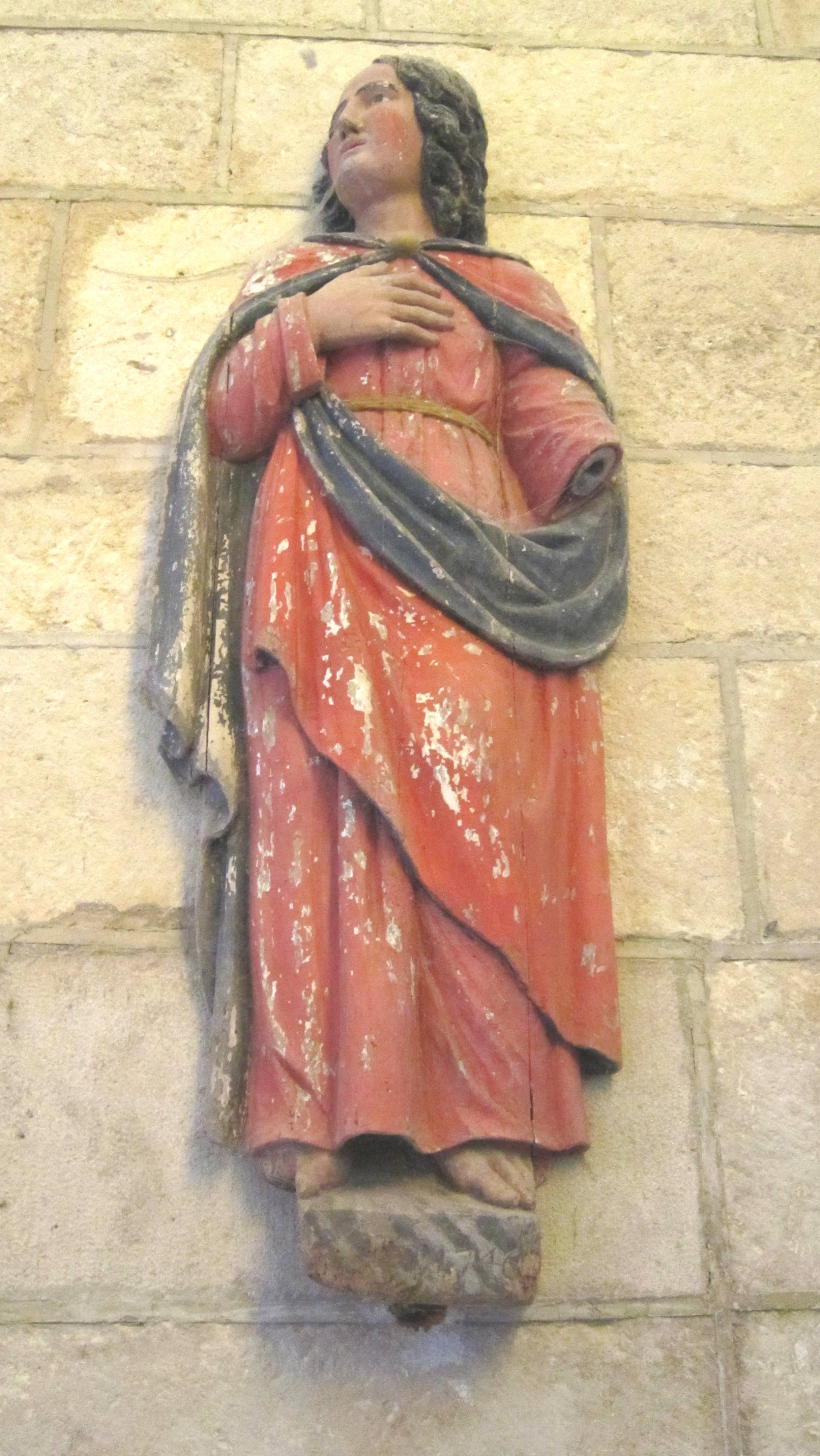

## Protection
L'église est classée à l'inventaire des Monuments historiques le 15 décembre 1941.